# Platanurida lata
Platanurida lata är en urinsektsart som beskrevs av Carpenter 1925. Platanurida lata ingår i släktet Platanurida och familjen Neanuridae. Inga underarter finns listade i Catalogue of Life.